# Dầu giấm
Dầu giấm là một loại nước trộn salad của các nền ẩm thực châu Âu, có thành phần cơ bản là dầu ô liu và giấm (là một loại nhũ tương của dầu và giấm), ngoài ra còn có các gia vị và thảo mộc khác. Dầu giấm cũng có thể được dùng như một loại xốt cho các món nguội hoặc các món ướp.

## Tên
Tên phỏ biến của dầu giấm trên thế giới bắt nguồn từ tiếng Pháp: "vinaigre" có nghĩa là "giấm".

## Chế biến
Tỷ lệ trộn dầu giấm thường là 3 phần dầu, một phần giấm, đánh cho đến khi hỗn hợp kết thành nhũ tương. Sau đó thêm muối tiêu vào. Các loại rau thơm và thảo mộc cũng được thêm vào, đặc biệt là khi nó được dùng làm nước xốt cho món rau, ngũ cốc và các tương tự. Thỉnh thoảng, mù tạt được dùng như một chất tạo nhũ tương.

## Các loại dầu giấm
Dầu giấm có nhiều loại tùy vào loại dầu và giấm dùng để trộn. Dầu ô liu và giấm rau vị trung tính được dùng thường xuyên nhất.
Ở miền bắc nước Pháp, người ta có thể dùng dầu hạt óc chó và loại giấm làm từ nước táo lên men, sử dụng cho món salad rau diếp kiểu Bỉ.
Ở Mỹ, dầu giấm thường được cho thêm nhiều nguyên liệu mới mẻ như nước chanh, nấm truffle, trái mâm xôi, lòng trắng trứng, đường, tỏi và các loại trái anh đào. Phô mai, thường là phô mai xanh, cũng được cho vào. Các loại dầu giấm thương mại thường có các chất tạo nhũ tương như lecithin.
Ở Đông Nam Á, dầu cám gạo và giấm trắng thường được dùng, ngoài ra còn có các loại rau thơm tươi ngon, ớt, các loại hạt và nước chanh.
Các loại giấm khác nhau, ví dụ như giấm trái mâm xôi, tạo ra các hương vị khác nhau. Nước chanh hay các loại nước có chứa cồn khác như rượu nâng độ Sherry có thể được dùng để thay thế giấm. Giấm Balsamic cũng có thể được thêm vào hỗn hợp dầu ô liu và giấm rượu vang để tạo thành hỗn hợp dầu giấm Balsamic.

## Cách dùng
Trong ẩm thực Pháp truyền thống, dầu giấm được dùng làm một loại nước trộn salad, và nếu để làm nước chấm cho món nguội thì sẽ bao gồm có atisô, măng tây và tỏi tây.

## Dầu giấm kiểuNga

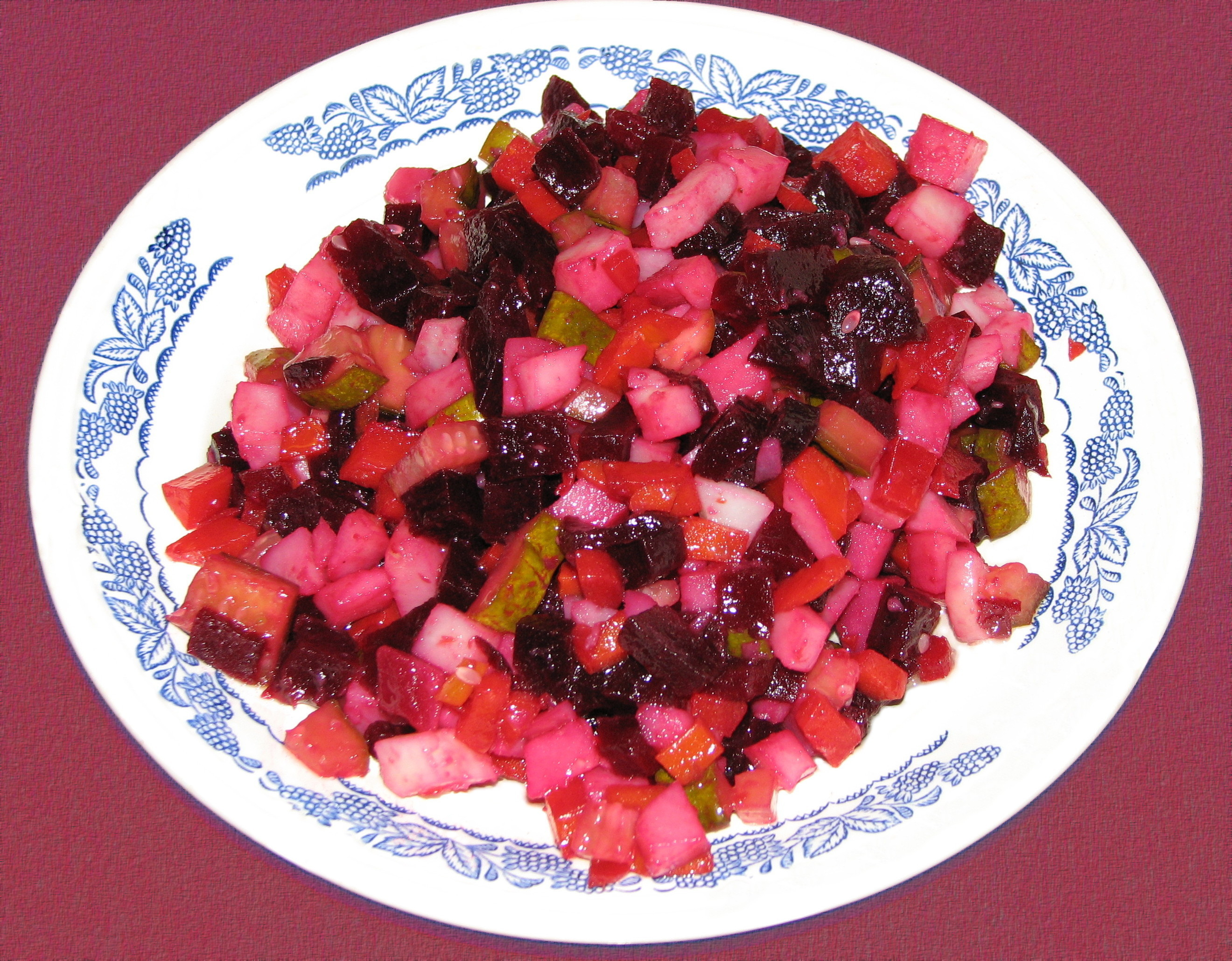
Dầu giấm kiểu Nga (Винегрет)

Dầu giấm, tiếng Nga là Винегрет, cũng là tên cho món salad có trộn dầu giấm. Món này gồm dầu giấm, củ dền, dưa chuột muối, khoai tây, cà rốt và hành tây. Các nguyên liệu khác gồm có: hạt đậu Hà Lan, bắp cải muối chua sauerkraut.
Dù món này phổ biến khắp nước Nga, nguồn gốc của nó có lẽ là từ Đức hoặc các nền ẩm thực Scandinavi khác. Ví dụ như, trong một cuốn sách nấu ăn của Anh, xuất bản năm 1845, có công thức một loại salad cá trích gồm có cá trích, củ dền, khoai tây, lòng trắng trứng, táo với loại nước xốt làm từ dầu, giấm và kem chua.